# Фролькіс Раїса Аронівна
Раїса (Рахіль) Аронівна Фролькіс (до шлюбу Каганович; 20 січня 1930 — 20 травня 1996) — українська лікарка, доктор медичних наук, професор.

## Біографія
Народилася 20 січня 1930 року. Довгий час очолювала лабораторію біохімії Інституту кардіології імені М. Д. Стражеска.

Могила Раїси Фролькіс

Була одружена з геронтологом Володимиром Фролькісом, племінниця політика Лазаря Кагановича.
Померла 20 травня 1996 року. Похована в Києві на Байковому кладовищі (ділянка № 10).

## Наукові праці
- Н. К. Фуркало, В. В. Братусь, Р. А. Фролькис. Коронарная недостаточность: кровоснабжение, функция и метаболизм миокарда. — К. : Здоров'я, 1986. — 184 с. (рос.)